# Wilhelm-Wundt-Medaille
Die Wilhelm-Wundt-Medaille wird von der Deutschen Gesellschaft für Psychologie für herausragende wissenschaftliche Leistungen im Fach Psychologie im Gedenken an Wilhelm Wundt verliehen.
Diese Auszeichnung wird an aktive Forscherpersönlichkeiten vergeben, die durch bedeutende Arbeiten in der empirisch-psychologischen Grundlagenforschung höchste fachliche Anerkennung erfahren. Mit der Wilhelm-Wundt-Medaille werden Wissenschaftler geehrt, deren Arbeiten innovative Ansätze und Problemlösungen in der psychologischen Grundlagenforschung verfolgen und die maßgeblichen Einfluss auf ein Forschungsgebiet der Psychologie haben sowie nationale und internationale Wertschätzung finden. Mit der Verleihung der Wilhelm-Wundt-Medaille ist die Ehrenmitgliedschaft in der Deutschen Gesellschaft für Psychologie verbunden.

## Preisträger
- 1952: Willy Hellpach
- 1959: Karl Bühler
- 1962: Wolfgang Köhler
- 1970: Otto Selz (postum)
- 1978: Heinrich Düker
- 1988: Max Wertheimer
- 2000: Niels Birbaumer, Frank Rösler
- 2004: Norbert Schwarz, Fritz Strack
- 2006: Onur Güntürkün
- 2008: Reinhold Kliegl
- 2010: Wolfgang Klimesch
- 2012: Karl-Christoph Klauer
- 2014: Hermann Müller
- 2016: Karl Gegenfurtner
- 2018: Angela D. Friederici
- 2020: Brigitte Röder
- 2022: Klaus Fiedler
- 2024: Edgar Erdfelder